# Mikel Rico
Mikel Rico Moreno, né le 4 novembre 1984 à Arrigorriaga au Pays basque, est un footballeur espagnol qui évolue au poste de milieu de terrain à la FC Cartagena .

## Biographie
Formé à l'Athletic Bilbao, Rico commence sa carrière de footballeur au niveau amateur. Il porte notamment les maillots du CD Basconia, de l'UB Conquense et de la SD Huesca. En 2006-2007, il commence à se faire remarquer en disputant 20 matchs avec le Polideportivo Ejido en Segunda División. En 2009, Rico revient à Huesca, alors que l'équipe évolue en D2. En fin de saison, il marque le but d'une victoire cruciale face au Celta de Vigo, décisive dans la course au maintien.
Lors de l'été, Rico est transféré au Granada CF, un autre club de D2, contre une indemnité de 600 000€. Capable d'occuper plusieurs postes, il joue 40 matchs et participe activement au retour de son équipe en Liga. Rico fait ses débuts dans l'élite le 27 août 2011, à près de 27 ans, et marque son premier but le 31 octobre, offrant la victoire à son équipe face au Séville FC. Rico se fixe alors comme milieu axial, défensif ou relayeur.
En 2013, Rico rejoint l'Athletic Bilbao, son club formateur, qui fixe dans son contrat une clause de départ à 35 millions d'euros. Il y fait ses débuts le 1er septembre contre le Real Madrid. Après deux saisons pleines, comme titulaire, il remporte la Supercoupe d'Espagne en 2015.
Au mercato d'été 2019, Rico revient dans son ancien club de la SD Huesca, qui vient d'être relégué en Segunda División. Au cours d'une saison brillante avec 7 buts inscrits, il est une pièce important du sacre de Huesca en championnat, son premier trophée de son histoire, et qui est synonyme de remontée dans l'élite espagnole.

## Palmarès
- Vainqueur de la Supercoupe d'Espagne en 2015 avec l'Athletic Bilbao
- Vainqueur de la Segunda División en 2020 avec la SD Huesca